# Peltzerella hyalipennis
Peltzerella hyalipennis är en insektsart som beskrevs av Schmidt 1926. Peltzerella hyalipennis ingår i släktet Peltzerella och familjen hornstritar. Inga underarter finns listade i Catalogue of Life.